# اسکودوی دماغه سبز
اسکودوی کیپ ورد (به انگلیسی: Cape Verde Escudo) (به زبان بومی: escudo cabo-verdiano) با کد ایزوی CVE، یکای پول رایج در کشور کیپ ورد است. مسئولیت کنترل این یکای پول برعهدهٔ بانک کیپ ورد قرار دارد.